# Місія ООН у Сьєрра-Леоне
Місія Організації Об'єднаних Націй в Сьєрра-Леоне (МООНСЛ, англ. UNAMSIL) — операція ООН з підтримання миру в Сьєрра-Леоне в період з 1999 до 2006.

## Історія
МООНСЛ замінив попередню місію, Місію спостерігачів Організації Об'єднаних Націй в Сьєрра-Леоне (МНООНСЛ).

## Країни-учасники
Країни, що надали військовий персонал:
Бангладеш, Болівія, Гамбія, Гана, Гвінея, Німеччина, Єгипет, Замбія, Індонезія, Йорданія, Кенія, Китай, Киргизстан, Малайзія, Малі, Непал, Нігерія, Нова Зеландія, Об'єднана Республіка Танзанія, Пакистан, Російська Федерація, Словаччина, Сполучене Королівство, Таїланд, Україна, Уругвай, Хорватія та Швеція.
Країни, що надали співробітників цивільної поліції:
Гамбія, Гана, Замбія, Зімбабве, Індія, Йорданія, Кенія, Малаві, Малайзія, Намібія, Непал, Нігерія, Норвегія, Пакистан, Російська Федерація, Сполучене Королівство, Туреччина, Швеція.
Число загиблих:
165 осіб: військовослужбовці — 158; військові спостерігачі — 2; цивільні поліцейські — 1; цивільний персонал — 2; міжнародний цивільний персонал — 2
Українську місію було санкціановано наступними документами: 
- Указ Президента України від 08.12.2000 № 1319/2000[4];
- Закон України від 14.12.2000 № 2148-14[5];
- Постанова Кабінету Міністрів України від 28.12.2000 № 1924/2000[6].

### Втрати українського контингенту
- Підполковник Савчук Володимир Дмитрович (1965 р.н.) — 7 листопада 2001 року
- Майор Аюшев Сергій Олександрович (1969 р.н.) — 7 листопада 2001 року
- Капітан Филипович Сергій Валентинович (1972 р.н.) — 7 листопада 2001 року
- Капітан Куликов Андрій Вікторович (1963 р.н.) — 7 листопада 2001 року

Гелікоптер Ми-8МТ (бортовий номер UN-103) українського миротворчого контингенту в Сьєрра-Леоне впав у море після вильоту з Фрітауна. Загинули всі 4 члени екіпажу і 3 пасажири (співробітники місії ООН).
- Прапорщик Лябах Руслан Петрович — 14 листопада 2002 року у ДТП
- Старший прапорщик Дегтяр Анатолій Васильович — 6 грудня 2004 року у ДТП[9]